# خاج‌شویان

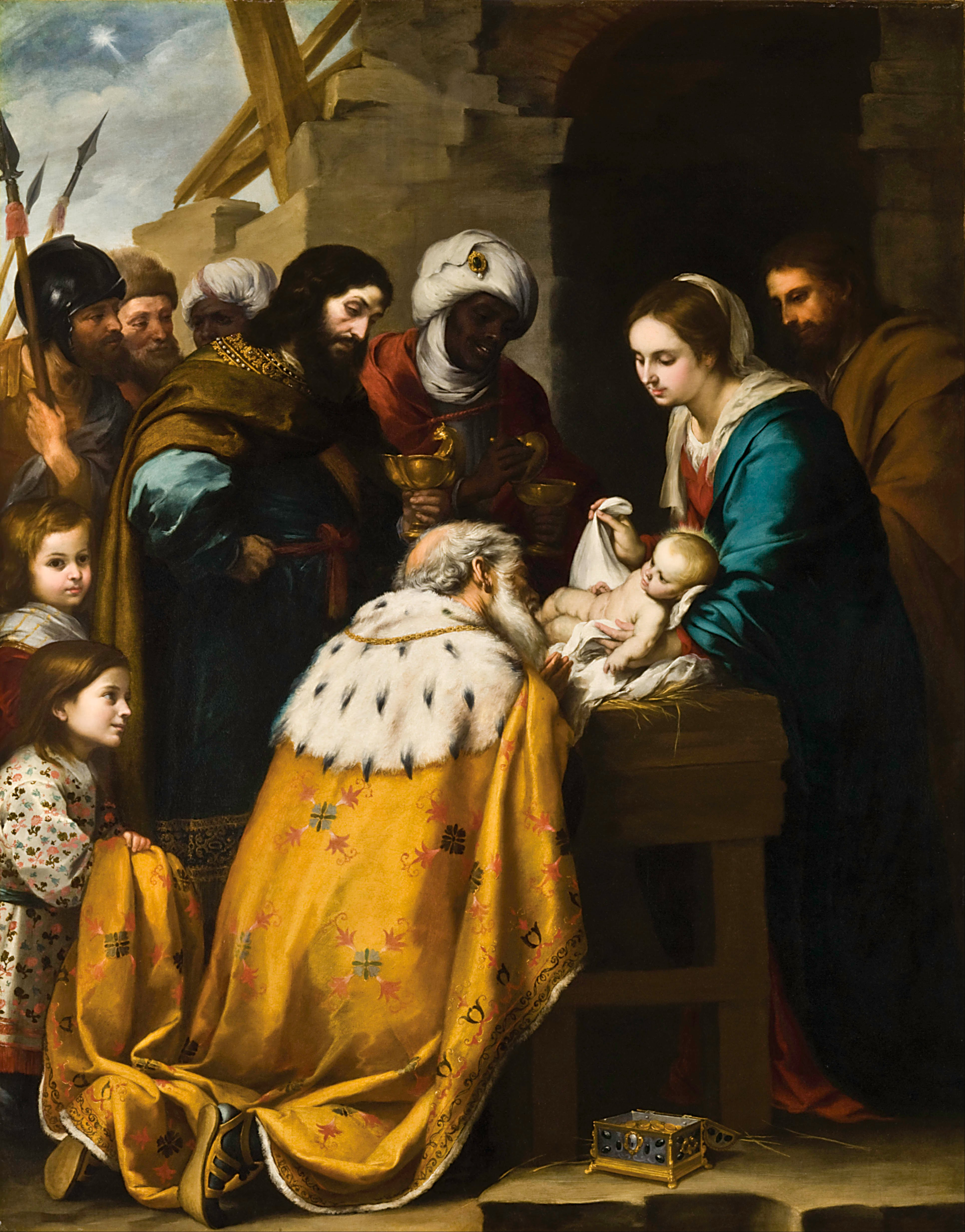
نیایش مغان اثر بارتولومه استبان موریلو، سدهٔ هفدهم، موزه هنر تولِدو، تولیدو، اوهایو، آمریکا

خاج‌شویان یا جشن اپیفانی (به فرانسوی: Épiphanie) اولین جشن مسیحی سال در روز ۶ ژانویه و بزرگداشت پدیدار شدن خدا به شکل انسانی عیسی است. مسیحیان غربی، در این روز، دیدار سه مغ شرقی را از مسیح نوزاد جشن می‌گیرند و مسیحیان شرقی فراخور جشن خود را غسل تعمید عیسی در رود اردن می‌دانند.